# سوني إيزلي
سوني إيزلي (بالإنجليزية: Sonny Easley) هو مهندس أمريكي، ولد في 5 يونيو 1939 في فرجينيا في الولايات المتحدة، وتوفي في 15 يناير 1978 في فان نويس في الولايات المتحدة.